# Георги Шаров
Георги Христов Шаров е революционен деятел от Брацигово, близък другар и съратник на Васил Петлешков. Участник е в Априлското въстание.
Георги Шаров е роден през 1838 г. в Батак. Баща му е брациговец, женен за жена от Батак, но три години след раждането на сина си умира от неизвестна болест, а Георги е изпратен да учи дюлгерство при майстори от родното село на баща си. Той е сравнително добре образован за времето си. Знае говоримо румънски, сръбски и руски, които научава при няколкократните си пътувания в Румъния, Сърбия и Русия.
Като дюлгерин по професия е един от добрите майстори и участва в градежа на много къщи в Брацигово. Заедно с някои от първите съзаклятници взема участие в тайните сбирки на Революционния комитет и брациговската на въстаническата армия. Скоро след това по поръка на Петлешков отива в Румъния, където учи във Военно-артилерийска школа. След завръщането си дава идеята да се изработят черешови топчета и се създаде артилерия за въстанието. Предложението му е прието единодушно. На 27 април 1876 г. в местността Гробето под негова команда в присъствието на ръководителите на Брациговския въстанически пункт става тържественото изпробване на дванайсетте направени черешови топа.
Артилеристи са Андрей Аврамчин, Христо Боянов – Кърлето, Дино Бозев, Цилю Златков и др. Първоначално на 25 април 1876 г. се изпробват две оръдия, но едното се пръсва и затова се взема решение да бъдат направени още от череша и бряст. На всички са поставени метални обръчи и са доставени топузи за кантар, наместо снаряди.
След разгрома на въстанието няколко месеца се укрива в Брацигово, но заболява от остра пневмония и в началото на 1878 г. почива.

## Семейство
През 1858 г. Георги Шаров се оженва за Стоянка Бъчварова, дъщеря на брациговски майстор на розово масло. От брака им се раждат шест деца – трима синове и три дъщери.